# Liste der Naturdenkmale in Bennewitz

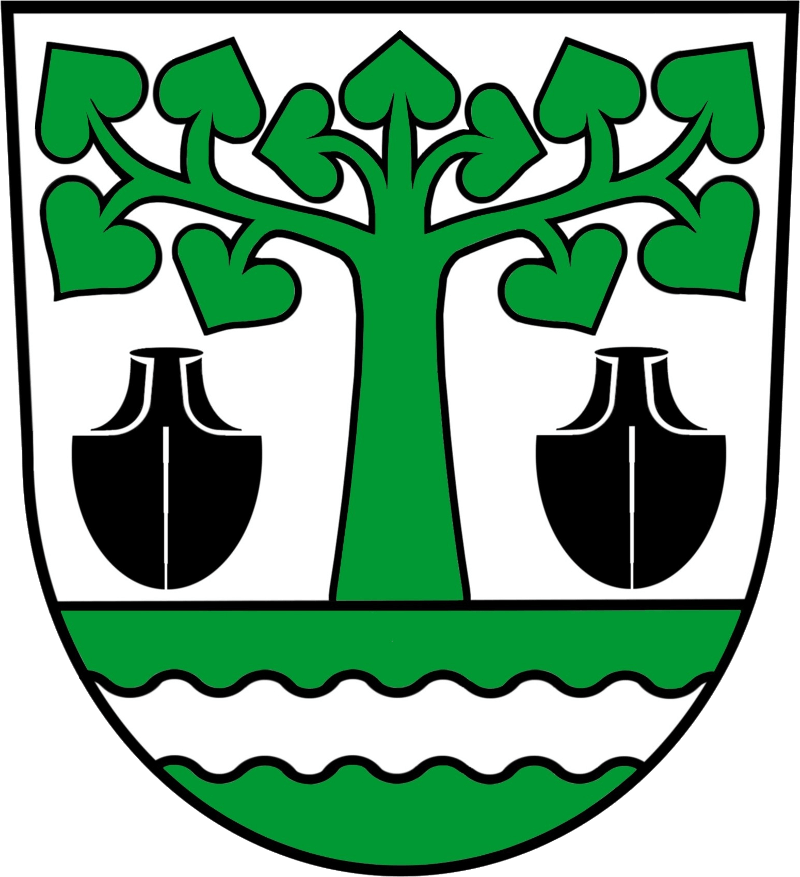
Wappen von Bennewitz

Lage von Bennewitz

In der Liste der Naturdenkmale in Bennewitz werden die Einzel-Naturdenkmale, Geotope und Flächennaturdenkmale in der Gemeinde Bennewitz
im Landkreis Leipzig und ihren Ortsteilen Altenbach, Bach, Deuben, Grubnitz, Leulitz, Nepperwitz, Neuweißenborn, Pausitz, Rothersdorf, Schmölen und Zeititz aufgeführt.
Bisher sind laut der angegebenen Quellen 1 Einzel-Naturdenkmal, 0 Geotope und 11 Flächennaturdenkmale bekannt und hier aufgelistet.
Die Angaben der Liste basieren auf Daten der Bekanntmachungs-Seite des Landkreises und den Angaben auf dem Geoportal des Landkreises Leipzig sowie dem Geoviewer Sachsen.

## Definition
„Gesetz über Naturschutz und Landschaftspflege (BNatSchG), § 28 Naturdenkmäler:
 Naturdenkmäler sind rechtsverbindlich festgesetzte Einzelschöpfungen der Natur oder entsprechende Flächen bis zu fünf Hektar, deren besonderer Schutz erforderlich ist
1. aus wissenschaftlichen, naturgeschichtlichen oder landeskundlichen Gründen oder
2. wegen ihrer Seltenheit, Eigenart oder Schönheit.“

„SächsNatSchG, § 18 Naturdenkmäler (zu § 28 BNatSchG):
1. Die Erklärung nach § 22 Abs. 1 BNatSchG von Teilen von Natur und Landschaft als Naturdenkmal erfolgt durch Rechtsverordnung oder Einzelanordnung.
2. Über § 28 Abs. 1 BNatSchG hinaus können Naturdenkmäler zur Sicherung von Lebensgemeinschaften oder Lebensstätten von im Bestand gefährdeten oder streng geschützten Arten festgesetzt werden.“

## Legende
- Bild: zeigt ein vorhandenes Foto des Naturdenkmals.
- ND/GEO/FND-Nr: zeigt die jeweilige Nr. des Objekts – ND (Einzel-)Naturdenkmal, GEO Geotope oder FND (Flächen-Naturdenkmal)
- Beschreibung: beschreibt das Objekt näher
- Koordinaten: zeigt die Lage auf der Karte
- Quelle: Link zur Referenzquelle

## (Einzel-)Naturdenkmale (ND)
| Bild           | ND-Nr. | Ortsteil | Alter | Beschreibung                                                             | Koordinaten                                     | Quellen                       |
| -------------- | ------ | -------- | ----- | ------------------------------------------------------------------------ | ----------------------------------------------- | ----------------------------- |
| Weitere Bilder | ND 04  | Deuben   | unb.  | Winterlinde (Tilia cordata) in Deuben, auf Grundstück Püchauer Straße 31 | 51° 21′ 59″ N, 12° 41′ 40″ O (Flurstück-Nr. 1c) | SG Naturschutz: VO 2001-03-01 |

## Flächennaturdenkmale
| Bild           | FND-Nr.  | Name                           | Beschreibung | Verordnet  | Fläche    | Koordinaten                  | Quellen     |
| -------------- | -------- | ------------------------------ | --- | ---------- | --------- | ---------------------------- | ----------- |
| Bild gesucht   | l_la: 02 | Bombentrichter Planitzwald     | Biotope an den Bombentrichtern im westlichen Planitzwald, südlich Leulitz | 19.12.1986 | 7.918 m²  | 51° 19′ 21″ N, 12° 41′ 5″ O  | [ 3 ] [ 6 ] |
| Weitere Bilder | l_la: 04 | Bruch Deuben (südlicher Teil)  | Au- und Sumpfwald am Mündungsbereich des Altenbacher Saubach (Quelle im Planitzwald) in die Gottschalke, nördlich der Kreuzung B 6 / B 107 westlich von Deuben                              | 19.12.1986 | 29.461 m² | 51° 21′ 51″ N, 12° 40′ 47″ O | [ 3 ] [ 6 ] |
| Weitere Bilder | l_la: 05 | Bruch Deuben (nördlicher Teil) | Auwald und Feuchtbiotop am Bachlauf der Gottschalke (Quelle bei Machern), mündet mit Ottendorfer Saubach im Norden des Gebiets in den Landgraben, nordwestlich von Deuben östlich der B 107 | 19.12.1986 | 87.162 m² | 51° 22′ 11″ N, 12° 40′ 22″ O | [ 3 ] [ 6 ] |
| Weitere Bilder | l_la: 06 | Schilfteich Deuben             | einer der Deubener Tonteiche am Ottendorfer Saubach, nördlich B 6 am Teichweg | 19.12.1986 | 20.880 m² | 51° 21′ 42″ N, 12° 41′ 34″ O | [ 3 ] [ 6 ] |
| Weitere Bilder | l_la: 07 | Wiesenteich Deuben             | verlandeter Teich mit Feucht- und Wiesenbiotop in der nördlichen Ortslage von Deuben zwischen Püchauer Straße und Teichweg                                                                  | 19.12.1986 | 11.248 m² | 51° 22′ 3″ N, 12° 41′ 36″ O  | [ 3 ] [ 6 ] |
| Weitere Bilder | l_la: 10 | Weiher am Schwarzen Weg        | Teichbiotop im nördlichen Planitzwald, nördlich Ortslage Zeititz | 19.12.1986 | 14.997 m² | 51° 21′ 1″ N, 12° 39′ 51″ O  | [ 3 ] [ 6 ] |
| Weitere Bilder | l_la: 11 | Muldeinsel Grubnitz            | Flussinsel mit Auenbiotop, nordöstlich Ortslage Grubnitz | 19.12.1986 | 11.443 m² | 51° 22′ 36″ N, 12° 42′ 24″ O | [ 3 ] [ 6 ] |
| Weitere Bilder | l_la: 12 | Moorloch an der Salzstraße     | Moorwiese im Feld, nördlich Kreuzung B 6 / B 107 | 19.12.1986 | 6.667 m²  | 51° 21′ 48″ N, 12° 40′ 19″ O | [ 3 ] [ 6 ] |
| Weitere Bilder | l_la: 13 | Runder Teich am Anger Grubnitz | Teichbiotop am Grubnitzer Anger befindet sich neben der Grubnitzer Dorfstraße, nördlich der Dorfkirche von Grubnitz                                                                         | 19.12.1986 | 1.757 m²  | 51° 22′ 25″ N, 12° 42′ 0″ O  | [ 3 ] [ 6 ] |
| Weitere Bilder | l_la: 14 | Gänseteich Nepperwitz          | Flur- und Auwaldbiotop westlich Nepperwitz am Zufluss Landgraben, westlich Ortslage Nepperwitz                                                                                              | 19.12.1986 | 16.907 m² | 51° 22′ 40″ N, 12° 40′ 11″ O | [ 3 ] [ 6 ] |
| Weitere Bilder | l_la: 15 | Gründe bei Pausitz             | Auwald-Feuchtgebiet im Quellgebiet des Saubach-Zufluss im östlichen Planitzwald, westlich B 107, südlich Ortslage Schmölen                                                                  | 19.12.1986 | 48.520 m² | 51° 20′ 21″ N, 12° 43′ 31″ O | [ 3 ] [ 6 ] |